# Honda Jade

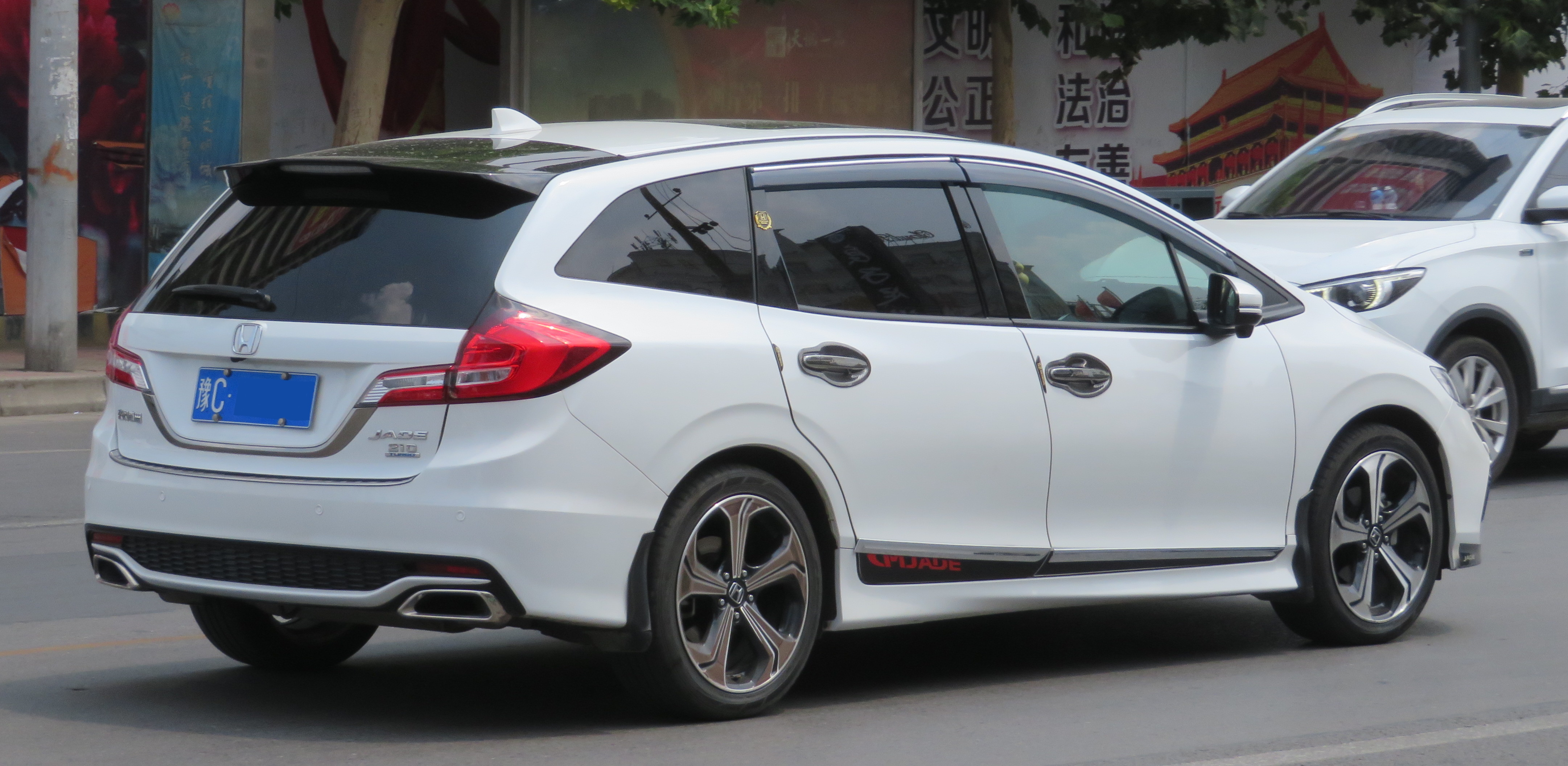
Heckansicht

Der Honda Jade ist ein Kompakt-Van des japanischen Automobilherstellers Honda. Das Fahrzeug debütierte als Konzeptfahrzeug Concept S auf der Beijing Auto Show im April 2012. Das Serienfahrzeug wurde auf der Shanghai Auto Show im April 2013 vorgestellt und wurde ab September 2013 in China als Nachfolger des Honda Stream verkauft. Gebaut wurde der Van auf Basis der neunten Civic-Generation von Hondas chinesischem Joint Venture Dongfeng Honda Automobile.
Der Jade ist als Fünf- oder als Sechssitzer in drei Ausstattungsvarianten erhältlich.
In Japan war das Fahrzeug ab Februar 2015 ausschließlich als Sechssitzer und optional mit einem Ottohybridantrieb im Handel.
Ende 2016 wurde der Van überarbeitet.

## Technische Daten
|                                             | 1.8                        | 1.5                    | Hybrid RS                                         |
| Bauzeitraum                                 | 09/2013–12/2019            | 05/2015–12/2019        | 02/2015–07/2020                                   |
| Motorkenndaten                              |                            |                        |                                                   |
| Motortyp                                    | R4-Ottomotor               | R4-Ottomotor           | R4-Ottomotor + Elektromotor                       |
| Hubraum                                     | 1798 cm³                   | 1498 cm³               | 1496 cm³                                          |
| Verdichtungsverhältnis                      | 10,6 : 1                   | 10,6 : 1               | 11,5 : 1                                          |
| max. Leistung bei min−1                     | 104 kW (141 PS) / 6500     | 115 kW (156 PS) / 5500 | 96 kW (131 PS) / 6600 + 22 kW (30 PS) / 1313–2000 |
| max. Drehmoment bei min−1                   | 174 Nm / 4300              | 203 Nm / 1600–5000     | 155 Nm / 4600 + 160 Nm / 0–1313                   |
| Kraftübertragung                            |                            |                        |                                                   |
| Antrieb, serienmäßig                        | Vorderradantrieb           | Vorderradantrieb       | Vorderradantrieb                                  |
| Getriebe, serienmäßig                       | 5-Stufen-Automatikgetriebe | Stufenloses Getriebe   | 7-Stufen-Doppelkupplungsgetriebe                  |
| Messwerte                                   |                            |                        |                                                   |
| Höchstgeschwindigkeit                       | 187 km/h                   | 187 km/h               | k. A.                                             |
| Beschleunigung, 0–100 km/h                  | 13,6–13,9 s                | 10,5 s                 | k. A.                                             |
| Leergewicht                                 | 1409–1468 kg               | 1485–1557 kg           | 1530–1540 kg                                      |
| Kraftstoffverbrauch auf 100 km (kombiniert) | 6,9–7,1 l Super            | 6,3–6,4 l Super        | 4,1 l Super                                       |
| Tankinhalt                                  | 50 l                       | 50 l                   | 40 l                                              |